# Moskow (pierwiastek)
Moskow (Mc, łac. moscovium) – syntetyczny pierwiastek chemiczny, transuranowiec o liczbie atomowej 115. W układzie okresowym znajduje się w bloku p bezpośrednio pod bizmutem i bywał nazywany nieoficjalnie eka-bizmutem.

## Historia

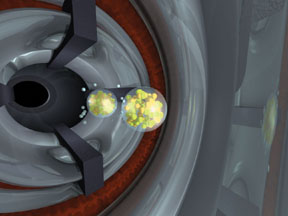
Wizualizacja bombardowania ameryku 243 jonami wapnia 48 (tuż przed zderzeniem)

1 lutego 2004 roku zespół złożony z naukowców Zjednoczonego Instytutu Badań Jądrowych w Dubnej i amerykańskich naukowców z Lawrence Livermore National Laboratory doniósł o wytworzeniu czterech atomów moskowu w wyniku bombardowania izotopu 243Am jonami 4820Ca:
4820Ca + 24395Am → 291115Mc* → 288115Mc + 3n
Atomy te uległy rozpadowi do nihonu w ciągu około 100 milisekund z emisją cząstek alfa.
W sierpniu 2013 pracujący w Instytucie Badań Ciężkich Jonów w Darmstadt fizycy szwedzkiego Uniwersytetu w Lund potwierdzili wyniki eksperymentu przeprowadzonego 9 lat wcześniej w Dubnej.

## Nazwa
Do listopada 2016 stosowano tymczasową nazwę systematyczną wynikającą z liczby atomowej – ununpentium. 8 czerwca 2016 roku IUPAC zarekomendowała dla tego pierwiastka nazwę moscovium, zgodnie z tradycją uhonorowania miejsca lub regionu geograficznego, gdzie dany pierwiastek został odkryty – w tym przypadku obwodu moskiewskiego, w którym znajduje się Zjednoczony Instytut Badań Jądrowych w Dubnej. 28 listopada 2016 roku IUPAC zatwierdziła tę nazwę. Według wstępnej opinii Komisji Terminologii Chemicznej Polskiego Towarzystwa Chemicznego nazwą tego pierwiastka w języku polskim jest moskow.